# Strzelanina w szkole w Kungälv
Strzelanina w szkole w Kungälv – strzelanina, do której doszło 4 marca 1961 roku podczas wieczornych potańcówek w szkole w szwedzkim mieście Kungälv. Napastnik, 17-letni wówczas Ove Andersson, otworzył ogień do tańczących w szkolnej sali gimnastycznej uczniów znajdując się pod wpływem alkoholu i środków psychoaktywnych. W wyniku incydentu zginął uczeń szkoły, rannych zostało 6 następnych.
W dniu strzelaniny sprawca, 17-letni uczeń szkoły Ove Andersson, brał udział w kilku imprezach zorganizowanych przez jego kolegów. W ich trakcie oglądali mecze hokeja na lodzie w telewizji oraz pili alkohol. O godz. 22:30 Andersson wyszedł od kolegów i udał się na szkolne potańcówki. Gdy chciał wejść do szkoły, drogę zagrodził mu członek szkolnej drużyny bokserskiej, który zaczął zaczepiać Anderssona i ostatecznie wdał się z nim w bójkę. Po tym zdarzeniu Andersson miał wpaść w niekontrolowany gniew i wrócić na imprezę. Tam wziął posiadany przez siebie pistolet i udał się z nim do szkoły.
Po chaotycznej strzelaninie, Andersson uciekł z okolic szkoły. Był przez kilka godzin poszukiwany przez wyspecjalizowane jednostki policji. Ostatecznie sam zgłosił się na komisariat policji około godz. 8:00 i został aresztowany. W trakcie przesłuchania w szczegółach przedstawił zdarzenia poprzedzające strzelaninę. Ostatecznie Andersson nie został skazany za swoją zbrodnię z powodu niepoczytalności wywołanej połączeniem poważnych zaburzeń psychicznych z upojeniem alkoholowym, w którego stanie znajdował się w momencie strzelaniny. Został przymusowo skierowany na leczenie psychiatryczne w ośrodku zamkniętym. Według doniesień medialnych gazety Dagens Nyheter szybko wyszedł ze szpitala psychiatrycznego i założył rodzinę w mniej niż 4 lata po strzelaninie. W 2008 roku Andersson z nieznanych przyczyn popełnił samobójstwo.
Była to pierwsza strzelanina w szkole w historii Szwecji.